# Masako
För andra betydelser, se Masako (olika betydelser).
Masako, Masako Owada, född 9 september 1963 i Tokyo, är kejsarinna av Japan, gift med kejsar Naruhito.

## Biografi
Masako är dotter till en biträdande utrikesminister och till stor del uppväxt i utlandet, med examen från både Harvard University i USA och Oxford University i England. Redan före studierna i England hade hon träffat kronprins Naruhito på en mottagning för en spansk prinsessa i Tokyo. Naruhito blev genast förälskad i Masako och började kurtisera henne, men Masako var mer intresserad av sin karriär än av att bli kronprinsessa och hon gick därefter en tvåårig universitetsutbildning på Balliol College i Oxford. När Japans kronprins friade till henne, arbetade hon som expert på japansk-amerikanska handelsfrågor vid japanska utrikesdepartementet.
De gifte sig den 9 juni 1993. Det gick många år innan paret fick barn. I december 1999 fick Masako missfall, men den 1 december 2001 föddes parets första och enda barn, Aiko, med den kejserliga titeln prinsessan Toshi.
Efter Aikos födelse drabbades Masako av svår stress och drog sig undan offentligheten under en lång tid. År 2012 erkände Masako att hon hade kämpat med en stressrelaterad sjukdom under en lång tid, och hon bad om ursäkt för att hon inte hade varit närvarande vid offentliga tillställningar. Nu hade hon tillfrisknat, sade hon, och hoppades att hennes hälsa skulle fortsätta att förbättras, med hjälp av läkare och av hennes närstående.

## Utmärkelser
- Storkorset av Henrik Sjöfararens orden,  2 december 1993[4]
- Stort hederstecken i guld med band av Österrikiska republikens förtjänstorden,  1999
- Storkorset av Ungerska förtjänstorden,  2000
- Storkorset av Isabella den katolskas orden,  2008[5]
- Dame Storkors af Isabellaordenen,  8 november 2008
- Storkommendör av orden för rikets försvar,  2012
- Kronorden,  29 oktober 2014
- Order of Sālote Tupou III,  4 juli 2015
- Storkors av Leopoldorden,  10 oktober 2016
- Nassauska Gyllene lejonets orden,  27 november 2017
- Storkors av Rio Branco-orden,  13 mars 2025
- Stora ordensbandet av Dyrbara Kronans orden
- Kung Willem-Alexanders tillträdesmedalj
- Storkors av Frälsarens orden
- Sankt Olavs orden

[Redigera Wikidata]